# Аргумент за Марс
Аргумент за Марс: План заселення червоної планети, і чому це необхідно (англ. The Case for Mars: The Plan to Settle the Red Planet and Why We Must) — науково-популярна книга Роберта Зубріна, вперше опублікована в 1996 році, а потім переглянута й оновлена в 2011 році.
У книзі детально описаний план Зубріна Mars Direct для першої польоту людини на Марс. План спрямований на зниження витрат шляхом використання автоматизованих систем і доступних матеріалів для виробництва палива для зворотної подорожі безпосередньо на Марсі. Книга також обговорює плани можливої колонії на Марсі та оцінює перспективи самодостатності колонії та тераформування Марса.

## Mars Direct
План Mars Direct спочатку був детально розроблений Зубріним і Девідом Бейкером у 1990 році. «Аргумент за Марс», за словами Зубріна, є вичерпним узагальненням для неспеціалістів цих багаторічних досліджень. Розділи 1 і 4 стосуються переважно Mars Direct.

## Колонізація
Для Роберта Зубріна привабливість Mars Direct не визначається рентабельністю лише однієї місії. Він передбачає серію регулярних місій на Марс з кінцевою метою колонізації, яку він детально описує в розділах 7-9. Коли перші дослідники залишать на планеті перше обладнання, виконувати наступні місії стане легше.
Першим кроком до поселення людей можуть стати великі накачані повітрям споруди, закопані в реголіт. Автор пропонує будувати їх на поверхні у вигляді атріумів, а потім засипати реголітом, в тому числі з використанням виготовленої на місці цегли. Під час і після цього початкового етапу будівництва на поверхні можна розгорнути жорсткі пластикові радіаційно- та зносостійкі геодезичні куполи для можливого проживання та вирощування сільськогосподарських культур. Одночасно буде розвиватись індустрія виробництва пластмас, кераміки та скла з використанням місцевих ресурсів.
Масштабніша робота з тераформування вимагає початкової фази глобального потепління, щоб вивільнити атмосферу з реголіту та створити кругообіг води. У роботі описано три методи глобального потепління, які, на думку Зубріна, ймовірно, найкраще використовувати одночасно: орбітальні дзеркала для нагрівання поверхні; заводи на поверхні для викачування атмосферу перфторметану й інших галогенорганічних сполук; використання бактерій, здатних використовувати воду, азот і вуглець для виробництва аміаку й метану, які сприятимуть глобальному потеплінню. Однак колонізація може вже починатись, поки робота з нагрівання Марса ще триває.
«Аргумент за Марс» визнає, що будь-яка марсіанська колонія буде частково залежати від Землі протягом століть. Попри це, Марс може бути прибутковим місцем з двох причин. По-перше, він може містити зосереджені запаси металів такої ж або більшої вартості, як срібло, які можна буде вигідно продавати на Землі з метою прибутку. По-друге, концентрація дейтерію — можливого палива для комерційного ядерного синтезу — на Марсі вп'ятеро більша. Це може дати поштовх до економічного розвитку марсіанських колоній.

## Загальні міркування
Обговорюючи дослідження та колонізацію, «Аргумент за Марс» також розглядає ряд супутніх наукових і політичних факторів.

### Можливі ризики
Розділ 5 аналізує різні ризики, пов'язані з тривалим перебуванням людини на Марсі. Зубрін відкидає думку про те, що радіація та невагомість є надмірно небезпечними. Він стверджує, що рівень захворюваності на рак лише трохи зростає серед астронавтів, які провели тривалий час у космосі. Аналогічно, хоча невагомість і становить певні проблеми, після повернення до нормальної гравітації відбувається «майже повне відновлення мускулатури та імунної системи». Крім того, за планом Зубріна космічний корабель обертається на кінці довгого троса для створення штучної гравітації, що повністю розв'язує проблему з невагомістю. Міжпланетне зараження людей марсіанськими вірусами Зубрін вважає «звичайним божевіллям», бо на Марсі немає організмів-господарів, у яких би еволюціонували хвороботворні організми.
У цьому ж розділі Зубрін рішуче відкидає ідею про використання Місяця як навчальний полігон на шляху до Марса. Зрештою, з низької навколоземної орбіти легше подорожувати до Марса, ніж з Місяця, і використання Місяця як плацдарму є безглуздим відволіканням ресурсів. Хоча на перший погляд Місяць може здаватися хорошим місцем для вдосконалення методів дослідження Марса та проживання, ці два тіла кардинально відрізняються. Місяць не має атмосфери, має набагато більший діапазон температур і період обертання, сильніше відрізняється від Землі геологічно. Антарктида та пустельні райони Землі забезпечують набагато кращі тренувальні майданчики меншим коштом.

### Фінансування
У розділах 3 й 10 «Аргумент за Марс» розглядається політичний та фінансовий аспект запропонованих ідей. Автори стверджують, що колонізація Марса є логічним продовженням заселення Північної Америки. Вони вбачають у цьому фронтир, що надає можливості для інновацій і соціальних експериментів.
Зубрін пропонує три моделі, щоб забезпечити волю та капітал для просування досліджень Марса: модель Кеннеді модель, у якій далекоглядний лідер США забезпечує фінансування та мобілізує національну громадську думку навколо ідеї; модель Сагана, у якій рушійною силою є міжнародне співробітництво; підхід Гінгріча, який заохочує приватний сектор до досліджень і розробок. Дотримуючись третьої ідеї, Зубрін описує дванадцять завдань, які стосуються різних аспектів програми розвідки. Компанії, які успішно виконають завдання, мають отримати грошові премії від 500 млн до 20 млрд доларів.
Підхід до розробки технологій, заснований на фінансових нагородах, з'явився в приватній авіаційній спільноті, хоча ще не в тому масштабі, який пропонує Зубрін. Такі проекти, як Ansari X-Prize та America's Space Prize, розвивають дешеві космічні польоти за допомогою приватних підприємств, визначаючи конкретні цілі, яких треба досягти для отримання нагород.
Джон Гікмен піддав критиці політичні та економічні проблеми збору достатнього капіталу для тераформування Марса за допомогою галогенорганічних сполук.

## Переклади
2017 року вийшов російський переклад книги під назвою «Курс на Марс» (ISBN 978-5-699-75295-9).